# Hansueli Gygax
Hansueli „Gaxi“ Gygax (* 28. November 1942 in Aarau, Kanton Aargau als Hans-Ulrich Willy Gygax; † 21. Dezember 2017) war ein Schweizer Handballspieler und Unternehmer.

## Karriere
Gygax war zeit seines Lebens seinem Jugendverein TV Suhr verbunden. Als Junior, als Aktiver wie auch später bei den Senioren. Mit dem TV Suhr gewann er auf dem Grossfeld 1966 und 1967 die Schweizer Meisterschaft und wurde  1969 und 1970 Cup-Sieger auf dem Grossfeld. Weiterhin war er 1967 und 1968 Torschützenkönig. Während seines Lebens füllte er über die sportlichen Aktivitäten hinaus praktisch alle Funktionen aus, die in einem Verein denkbar sind.

## Erfolge
- Über 1'000 Spielereinsätze mit seinem Stammverein TV Suhr (heute HSC Suhr Aarau)[3]
- 34 Spiele mit der Nationalmannschaft ab 1971